# Кантональный музей археологии и истории
Кантональный музей археологии и истории (фр. Le Musée cantonal d'archéologie et d'histoire de Lausanne) — музей Швейцарии, расположенный в городе Лозанна и посвящённый археологии и истории кантона Во.  

## История
Музей был создан в 1852 г., в 1906 г. он переехал в Руминский дворец после завершения строительства последнего. В результате нескольких обновлений музей полностью реконструировал с 1987 г. свои постоянные экспозиционные залы, которые были постепенно открыты в период между 1997 и 2000 годами.. Постоянные выставки разделены между залом "Фредерик Тройон", посвященным первобытной истории, и залом "Альберт Нееф", экспонаты которого относятся к истории кантона Во железного века и современной эпохи.
Музей также регулярно предлагает временные выставки, где представлены конкретные  коллекции, мало известные или не имеющие места в постоянной экспозиции, а также последние открытия. Вход в музей бесплатный.

## Коллекции
Кантональный музей археологии и истории имеет более 100000 предметов в своих коллекциях. Эти объекты охватывают все исторические периоды, начиная от древнейших стоянок людей вблизи Женевского озера, Невшательского озера и озера Муртен, и заканчивая Средневековьем.
Музей предлагает несколько учебных мероприятий для школьников, среди которых изготовление наскальных картин, ручная выпечка хлеба или полировка камня.

## Галерея
- Бронзовый меч с декоративным навершием рукоятки в виде антенн[3]
- Бронзовый меч с массивной рукояткой
- Кинжал бронзового века с антеннами[3](копия экспоната из музея Латениум в Невшателе)
- Кинжалы бронзового века